# John Calipari
John Vincent Calipari (Moon Township, Pensilvania, 10 de febrero de 1959) es un entrenador de baloncesto estadounidense que entrena en la Universidad de Arkansas.

## Carrera

### Jugador

#### Universidad
Estadísticas
| Año     | Equipo         | PJ | PT  | MPP | %TC  | %3P | %TL  | RPP | APP | ROB | TPP | PPP |
| ------- | -------------- | -- | --- | --- | ---- | --- | ---- | --- | --- | --- | --- | --- |
| 1978-79 | UNC Wilmington | 25 | N/A | N/A | .235 | N/A | .840 | 0.3 | 0.9 | 0.0 | 0.0 | 1.2 |
| 1980-81 | Clarion        | 19 | N/A | N/A | .457 | N/A | .615 | 0.9 | 2.6 | 0.9 | 0.0 | 3.1 |
| 1981-82 | Clarion        | 27 | N/A | N/A | .387 | N/A | .717 | 1.0 | 5.3 | 1.3 | 0.1 | 5.3 |

### Entrenador
[actualizar]
El 31 de marzo de 2009, firmó contrato con la Universidad de Kentucky, por 8 años y $34 millones, tras el despido de Billy Gillispie.
Dirigió a la selección nacional de baloncesto de la República Dominicana en 2011 y 2012.
El 4 de mayo de 2012, tras la consecución del campeonato NCAA, renegoció su contrato para cobrar $8 millones al año, convirtiéndose en el segundo entrenador mejor pagado de Estados Unidos, solo por detrás de Mike Krzyzewski, de la Universidad de Duke, con un salario de $9,8 millones.
En abril de 2019 renovó su contrato con los Wildcats de la Universidad de Kentucky, por una extensión de 10 años y vinculación con la entidad 'de por vida', que le convertirá en embajador de la misma cuando se retire de los banquillos.
A pesar de ello, el 9 de abril de 2024, anunció que dejaría Kentucky, pero no anunció inmediatamente sus planes de retirarse o aceptar otro trabajo. Al día siguiente, el 10 de abril, firma un contrato de cinco temporadas con los Razorbacks de la universidad de Arkansas.